# Nepaloserica lamjungi
Nepaloserica lamjungi är en skalbaggsart som beskrevs av Ahrens 1999. Nepaloserica lamjungi ingår i släktet Nepaloserica och familjen Melolonthidae. Inga underarter finns listade i Catalogue of Life.